# Hayes Jemide
Heyes Jemide, född 25 januari 1974, är en svensk kampsportsutövare och skådespelare.
Jemide har medverkat som skådespelare i diverse svenska filmer som bland annat filmen Sökarna, 9 millimeter med Paolo Roberto, Ogifta par, Exit, Babas bilar, Kenny Begins, och Jana märkt för livet.
Han är mer känd inom kampsportskretsar där han har vunnit ett flertal medaljer All Style Open RM och Mastercup. Han var svensk mästare i kickboxning (2003–2005), svensk mästare i Kung-Fu Sanshou (2000–2005). EM-trea i Sanshou/Kung-Fu (2002). Jemide är en av huvudinstruktörerna och lagledare på den framgångsrika klubben Södermalms Shaolin Kungfu och har även varit med i landslaget samt deltagit i den kända K-1-turneringen för skandinavisk uttagning (2006), K-1 Scandinavia i Globen. 
Jemide har även varit assisterande landslagscoach till Sanshou-landslaget under flera år, och var mellan 2012 och 2015 förbundskapten för Sveriges kickboxningslandslag i FCLK- & K-1-regler.
Han deltog i Robinson 2021 där han slutade på 17:e plats av 20 deltagare efter att ha röstats ut av sitt lag på grund av skada. Den efterföljande säsongen fick Hayes återigen vara med, men började som utmanare i Gränslandet. Efter att ha kommit in i Robinson plötsligt med övriga gränsländare på grund av covid-19 bland andra deltagare, blivit utröstad och sedan vunnit Gränslandet för att komma tillbaka till Robinson igen, valde han att hoppa av på grund av skador.

## Filmografi
- 1993 - Sökarna
- 1997 – 9 millimeter
- 1997 – Ogifta par
- 2006 – Babas bilar
- 2006 – Exit
- 2009 – Kenny Begins
- 2011 – Solsidan (TV-serie)
- 2024 - Jana märkt för livet (TV-serie)